# Hasta Mañana
Hasta Mañana (spanisch für „Bis morgen“) ist ein Popsong der schwedischen Popgruppe ABBA, der 1974 auf ihrem zweiten Studioalbum Waterloo veröffentlicht wurde.

## Geschichte
Hasta Mañana wurde am 18. Dezember 1973 im Metronom Studio in Stockholm aufgenommen. Der Arbeitstitel lautete zunächst  Who's Gonna Love You. Es wurde komponiert von Benny Andersson und Björn Ulvaeus, den Text lieferte größtenteils Stig Anderson. Die Leadvocals wurden von Agnetha Fältskog gesungen.
1974 stand das Stück neben Waterloo zur Wahl für den Beitrag der Gruppe für den Eurovision Song Contest 1974. Letztendlich wurde zugunsten von Waterloo entschieden, mit dem ABBA den Wettbewerb gewann.
In einigen Ländern wurde das Stück als Single ausgekoppelt; es belegte in Neuseeland Platz 9 und in Schweden Platz 1 der Charts. 1980 entstand eine spanische Version des Songs.
Im Refrain des Liedes werden Zeilen aus dem Lied We’ll meet again genutzt.